# Ippendorf
Ippendorf est un quartier de la ville fédérale allemande de Bonn en Rhénanie-du-Nord-Westphalie.

## Géographie
Ippendorf est situé au sud-ouest du centre-ville de Bonn, entre les plateaux de Venusberg et de Kreuzberg, aux abords de la forêt de Kottenforsts. Ses limites sont définies par le ruisseau Engelsbach à l'est, par l'allée de Kreuzberg (Kreuzbergallee) au nord, par des champs et le ruisseau Katzenlochbach à l'ouest et par les rues Dottendorfer Weg et Gudenauer Weg au sud. Au sud d'Ippendorf se trouve la forêt Waldau.

## Histoire
Le toponyme Ippendorf se compose du nom de personne franc Ippo suivi de dorf qui signifie village. Le village est mentionné pour la première fois en 1320, ce dernier appartient à la seigneurie d'Endenich.
Le 1er août 1969, Ippendorf est rattaché à la capitale fédérale, aujourd'hui ville fédérale de Bonn en même temps que Bad Godesberg, Beuel, Buschdorf, Duisdorf, Holzlar, Lengsdorf, Lessenich/Meßdorf, Oberkassel et Röttgen. Entre 1973 et 2005, le quartier accueille le centre d'éducation et de formation du Ministère des affaires étrangères (Aus- und Fortbildungsstätte des Auswärtigen Amtes) au Gudenauer Weg 134-136. L'école de diplomates déménage ensuite à Berlin. Le 10 octobre 1986, le diplomate allemand Gerold von Braunmühl est fusillé en pleine rue à Ippendorf (Buchholzstraße) par la fraction armée rouge.
En 1985, le bâtiment de la chancellerie de l'ambassade de Tchécoslovaquie est construit dans la rue Ferdinandstraße. Après le transfert de l'ambassade à Berlin, le bâtiment héberge le consulat général du pays jusqu'en 2008. Il est détruit en 2012 pour laisser place à des immeubles d'habitation.

## Lieux et monuments

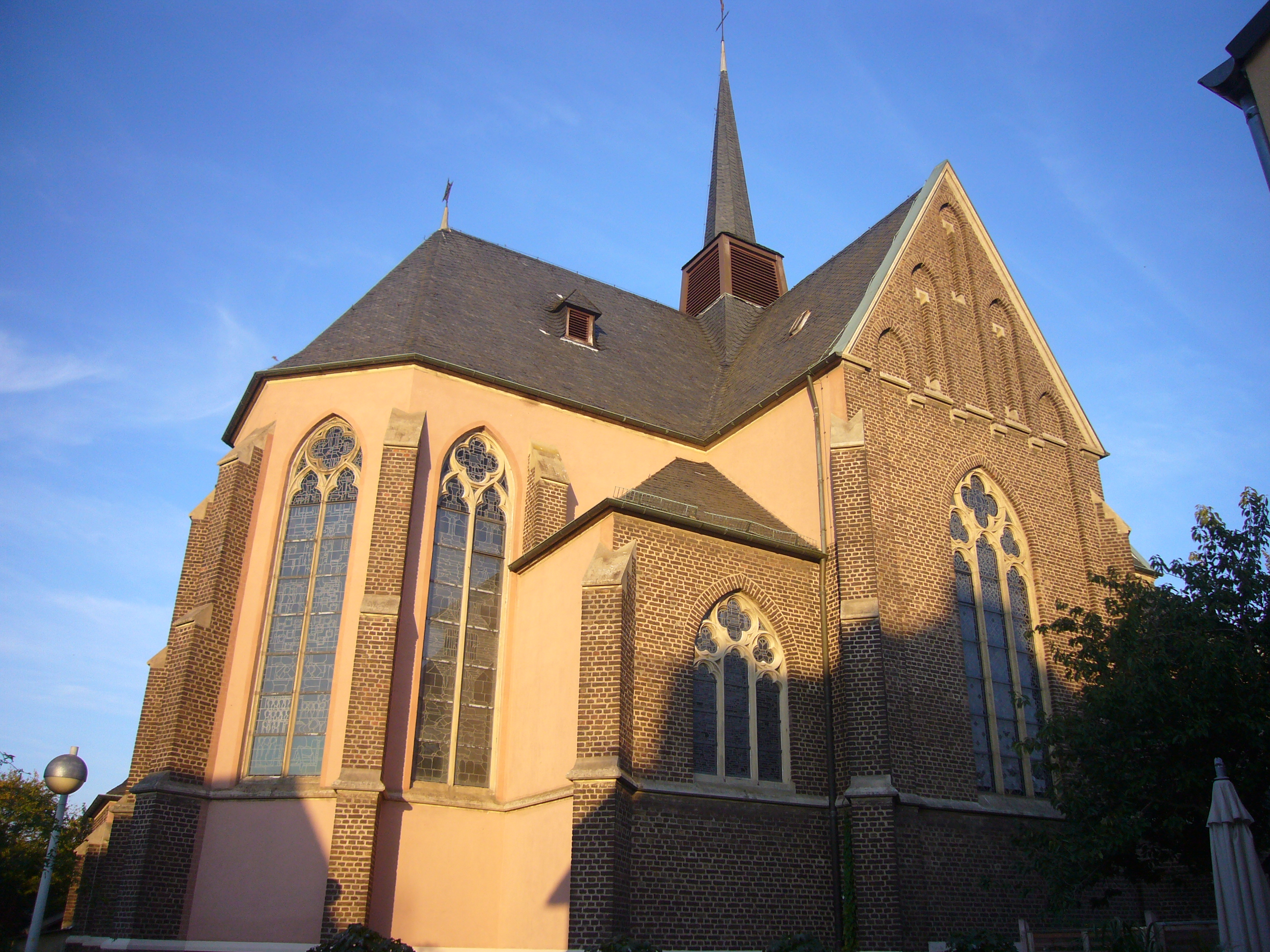
Église St. Barbara
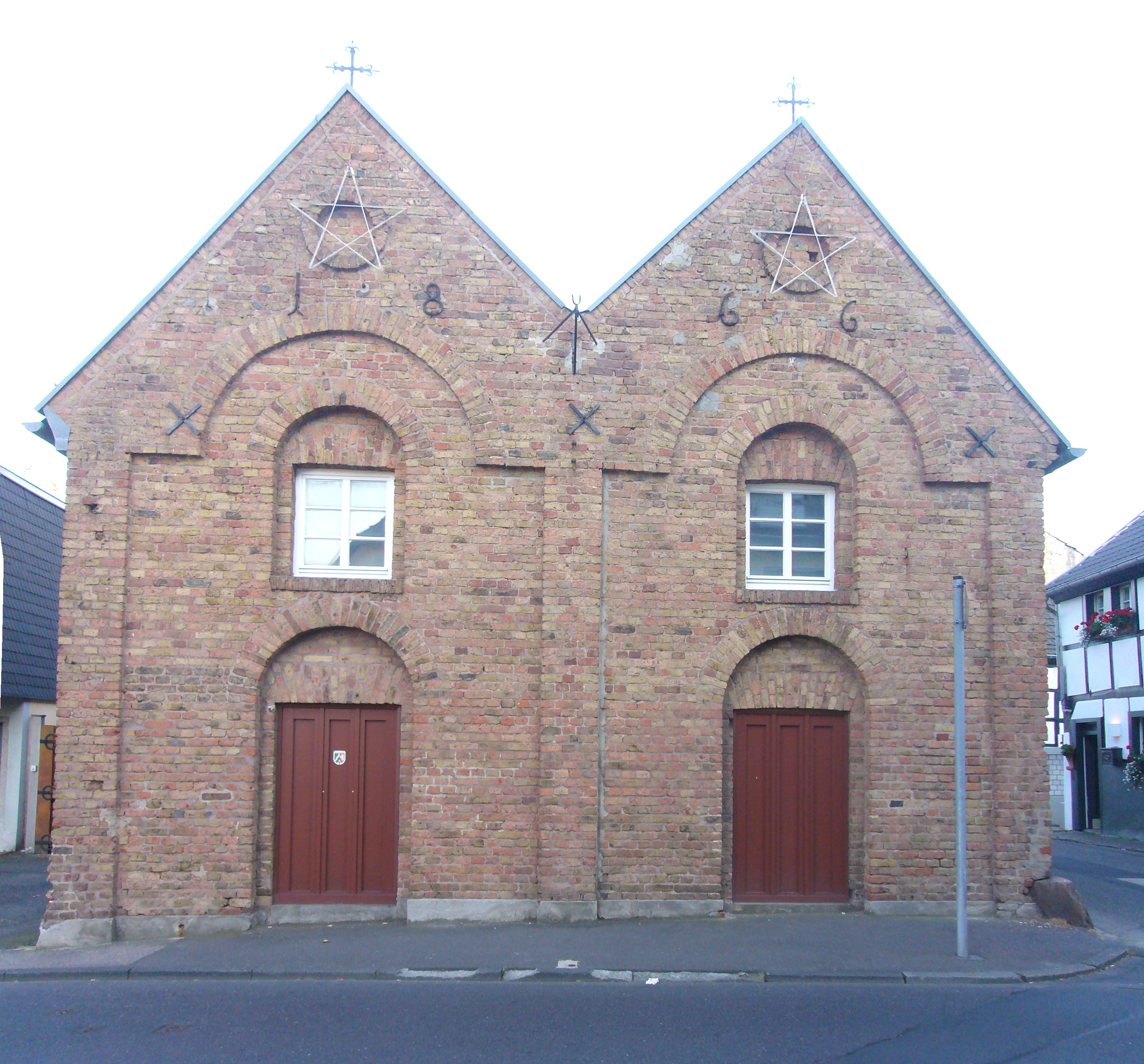
Ancienne chapelle St. Barbara
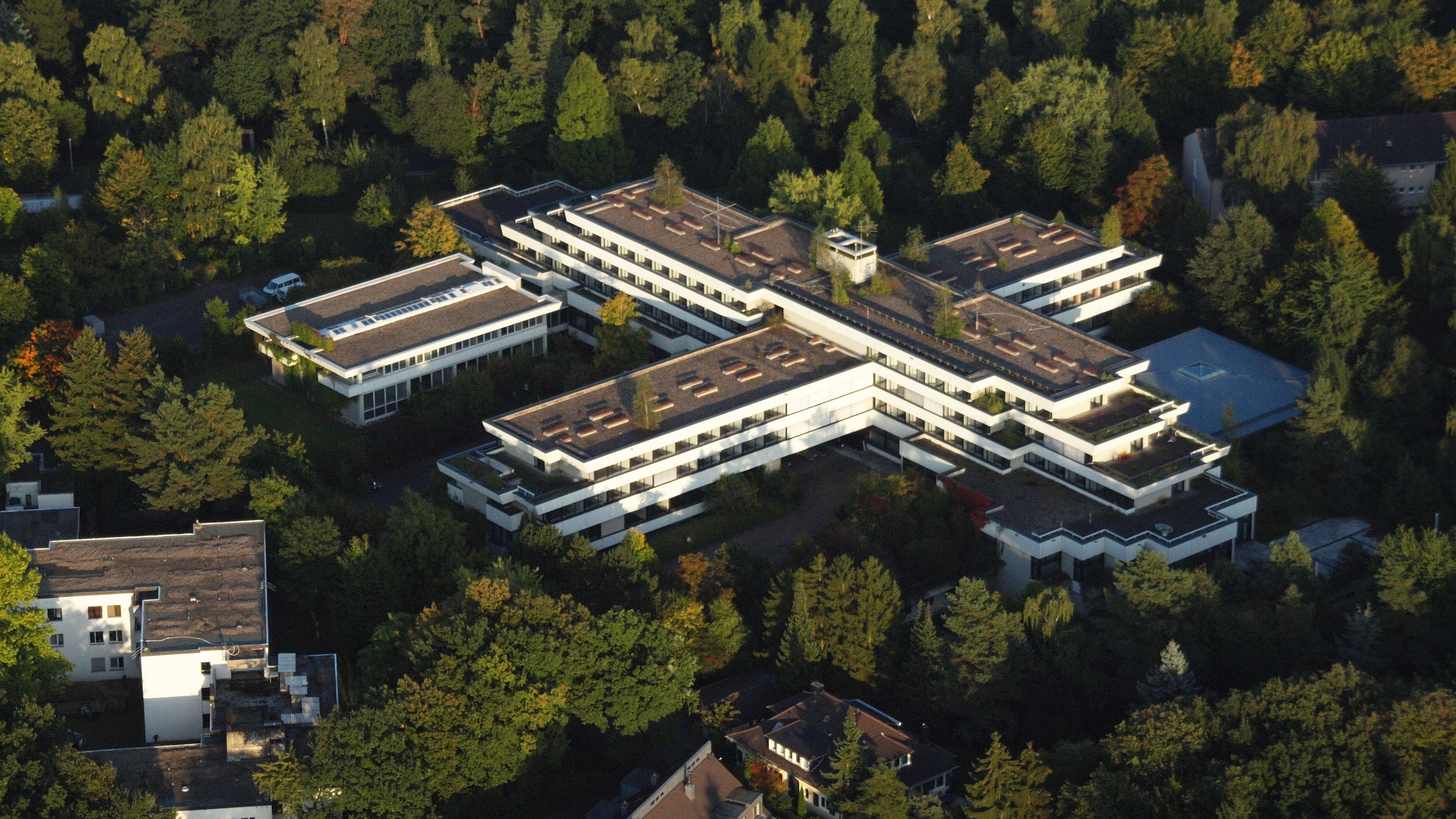
Ancien centre d'éducation et de formation du Ministère des affaires étrangères